# Susan Montford

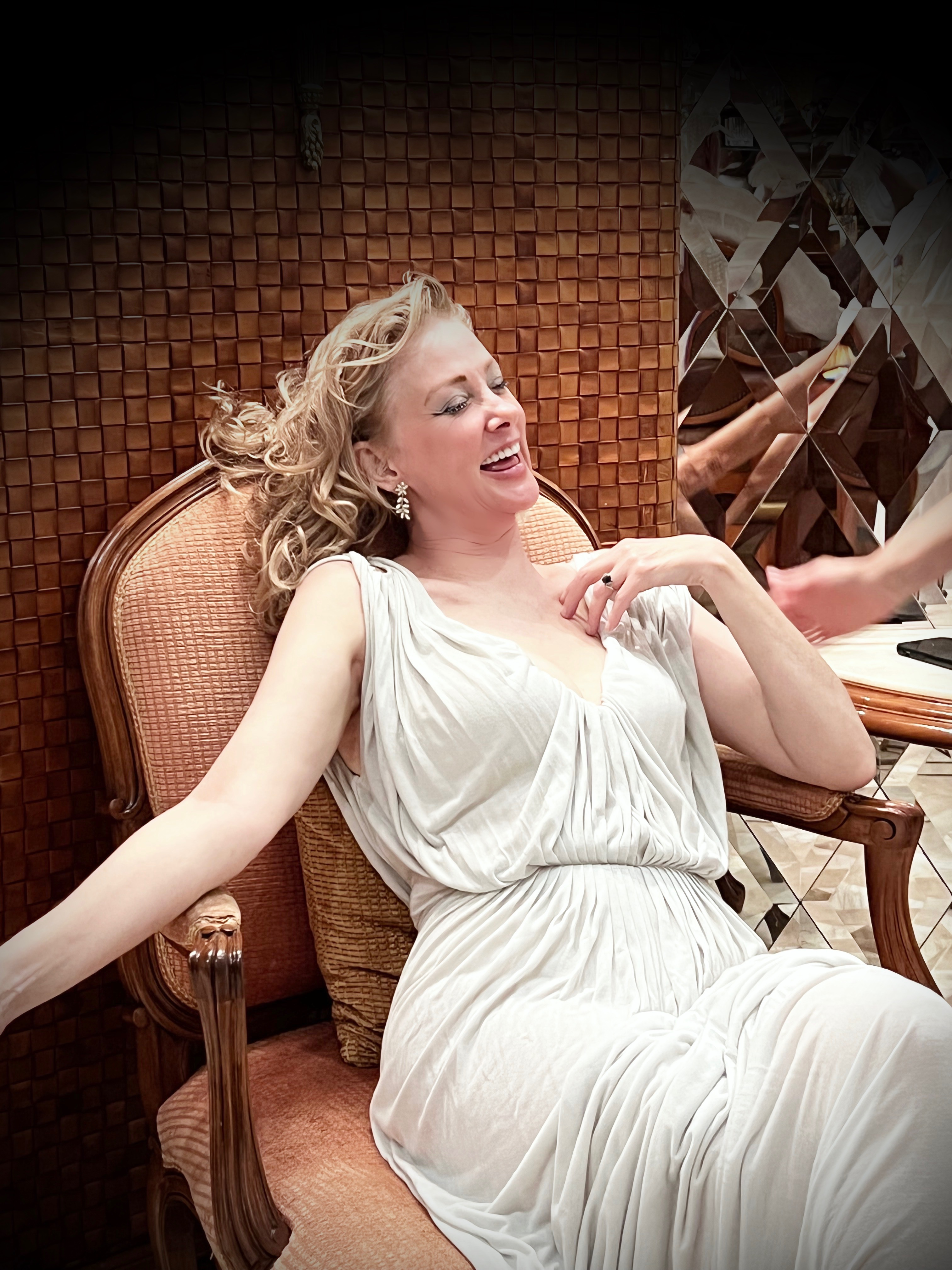
Susan Montford

Susan Montford (* in Glasgow) ist eine schottische Filmproduzentin, Filmregisseurin und Drehbuchautorin.
Susan Montford stammt aus Glasgow. Sie besuchte die School of Art und fing an, Kurzfilme zu drehen. Nach ersten Erfolgen unter anderem beim Toronto Film Festival 2000 zog sie nach Los Angeles, wo sie anfing an ihren ersten Spielfilm zu arbeiten, der sich mit dem Leben der Frauen des Serienmörders Charles Manson befassen sollte.
Seit 2007 produziert Susan Montford Filme in Hollywood. Nach Arbeiten mit dem spanischen Regisseur Guillermo del Toro hat sie sich auf Thriller, Science-Fiction- und Actionfilme spezialisiert. Bekannte Werke darunter sind Shoot ’Em Up, Stille Nacht – Mörderische Nacht wo sie auch Regie führte und das Drehbuch verfasst hat, Real Steel – Stahlharte Gegner und Vampire Academy.
Susan Montford  ist mit dem Produzenten Don Murphy verheiratet und mit dem schottischen Fußballkommentator Arthur Montford verwandt.

## Filmografie
- 2007: Shoot ’Em Up
- 2008: Stille Nacht – Mörderische Nacht (auch Regie und Drehbuch)
- 2009: Splice – Das Genexperiment
- 2011: Real Steel – Stahlharte Gegner
- 2014: Vampire Academy